# Гальярдо, Марсело
Марсе́ло Даниэ́ль Галья́рдо (исп. Marcelo Daniel Gallardo; род. 18 января 1976[…], Мерло, Буэнос-Айрес) — аргентинский футболист, футбольный тренер.

## Карьера

### Игровая
Воспитанник клуба «Ривер Плейт». Дебютировал за основу в сезоне 1992/93. За свой первый период пребывания в составе «Ривера» Гальярдо вошёл в число легенд клуба, бок о бок выиграв с такими мастерами, как Энцо Франческоли, Эрнан Креспо, Матиас Альмейда, Херман Бургос, Марсело Салас, Ариэль Ортега ряд внутренних и международных трофеев, а именно 5 чемпионатов Аргентины, Кубок Либертадорес 1996, Суперкубок Либертадорес 1997. Болельщики прозвали Гальярдо El Muñeco, что в переводе означает куколка — несмотря на довольно скромный рост (169 см) Марсело великолепно вёл игру, раздавая филигранные передачи и зачастую сам отмечаясь забитыми голами в ворота соперников. К числу сильных сторон в игре Марсело также относится отменное выполнение стандартных положений — штрафных ударов и угловых.
В 1998 году Гальярдо перешёл в «Монако» и сразу стал одним из лидеров команды, составив «убойную» связку в центре поля с Людовиком Жюли. В сезоне 1998/1999 Гальярдо провёл 28 матчей за монегасков и отметился 8 голами. Во второй сезон Гальярдо помог своей команде выиграть чемпионат Франции. Несмотря на звёздное окружение (Жюли, Рафаэль Маркес, Сабри Лямуши, Давид Трезеге, Йон-Арне Риисе), именно Гальярдо был признан лучшим футболистом Франции 1999/2000. Однако в дальнейшем Гальярдо не смог найти общего языка с Дидье Дешамом и в 2003 году, следуя примерам Пануччи и Марко Симоне, решил покинуть Монако и вернуться в родной «Ривер».
Уже избранный капитаном «Ривера», Гальярдо помог миллионерам выиграть Клаусуру 2004. В январе 2007 года Марсело неожиданно заключил контракт с французским «Пари Сен-Жерменом». Проведя там один год, он разорвал отношения с парижанами чтобы перебраться в клуб MLS «Ди Си Юнайтед» из Вашингтона. Он стал третьим самым высокооплачиваемым игроком лиги MLS в истории после Дэвида Бекхэма и Куаутемока Бланко.
В феврале 2009 года Гальярдо вновь вернулся в «Ривер».
12 июня 2011 года завершил карьеру игрока.
В составе сборной Аргентины Гальярдо в 1994—2003 гг. провёл 44 матча и забил 13 голов. Принял участие в финальных стадиях двух чемпионатов мира (1998, 2002), двух Кубков Америки (1995, 1997), Олимпийских игр 1996 года, в Кубке Короля Фахда 1995 (прототип Кубка конфедераций).

### Тренерская
29 июня 2011 года состоялся тренерский дебют Гальярдо — он возглавил «Насьональ», где недавно завершил карьеру футболиста. Гальярдо в первом же сезоне 2011/12 привёл «Насьональ» к титулу чемпиона Уругвая, после чего ушёл в отставку.
С 2014 года возглавляет родной «Ривер Плейт». В первый же год работы завоевал с «Ривером» Южноамериканский кубок, прервав 17-летнюю серию клуба без международных трофеев; при этом сам Гальярдо в 1997 году завоёвывал Суперкубок Либертадорес, будучи игроком «миллионеров». В 2018 году во второй раз привёл «миллионеров» к победе в главном клубном турнире Южной Америки, став, таким образом, самым успешным тренером в истории «Ривер Плейта». Впечатление от успеха испортило провальное выступление команды на клубном чемпионате мира, где аргентинский клуб сенсационно в полуфинале уступил эмиратскому «Аль-Айну». Однако «Ривер» сумел отойти от этой неудачи и в 2019 году вновь дошёл до финала Кубка Либертадорес, где лишь на последних минутах уступил «Фламенго».

## Достижения

### Как игрока
Командные
«Ривер Плейт»
- Чемпион Аргентины (6): 1993 (Апертура), 1994 (А), 1996 (А), 1997 (Клаусура), 2002 (К), 2004 (К)
- Обладатель Кубка Либертадорес (1): 1996
- Обладатель Суперкубка Либертадорес (2): 1997

«Монако»
- Чемпион Франции (1): 1999/2000
- Обладатель Суперкубка Франции (1): 2000
- Обладатель Кубка французской лиги (1): 2002/03

«Пари Сен-Жермен»
- Обладатель Кубка французской лиги (1): 2007/08

«Ди Си Юнайтед»
- Обладатель Кубка США (1): 2008

«Насьональ»
- Чемпион Уругвая (1): 2010/11

«Аргентина»
- Победитель Панамериканских игр (1): 1995
- Серебряный призёр летних Олимпийских игр (1): 1996

Личные
- Лучший молодой футболист чемпионата Аргентины (2): 1993 (А), 1994 (К)
- Лучший игрок чемпионата Аргентины (5): 1994 (К), 1994 (А), 1995 (К), 1996 (К), 1997 (А)
- Лучший игрок чемпионата Франции: 1999/2000

### Как тренера
Командные
«Насьональ»
- Чемпион Уругвая (1): 2011/12

«Ривер Плейт»
- Чемпион Аргентины (1): 2021
- Обладатель Кубка Аргентины (3): 2015/16, 2016/17, 2018/19
- Обладатель Суперкубка Аргентины (2): 2017, 2019
- Обладатель Южноамериканского кубка (1): 2014
- Обладатель Рекопы Южной Америки (3): 2015, 2016, 2019
- Обладатель Кубка Либертадорес (2): 2015, 2018
- Финалист Кубка Либертадорес (1): 2019
- Обладатель Кубка банка Суруга (1): 2015

Личные
- Футбольный тренер года в Южной Америке (2): 2018, 2019